# Antonio Llabrés
Antonio Llabrés (f. 1826) fue un escultor español del siglo XIX.

## Biografía
Natural de la localidad mallorquina de Sancellas, nació en el seno de una familia de labradores, hijo de Jaime y Lucía. Contando apenas trece años de edad, se mudó a Palma de Mallorca, donde estudió el arte de la escultura con Pedro Juan Obrador. Su primer trabajo, según dice Ossorio y Bernard, fue un bajorrelieve en boj que representaba la escultura personificada de una matrona y le mereció muchos elogios.
Entre sus obras, se cuentan las siguientes: Un grupo de la Santísima Trinidad para la iglesia parroquial de la villa de Artá; Una estatua sepulcral en la iglesia mayor de Muro; Nuestra Señora del Rosario para la capilla de la iglesia parroquial de Felanich; San Pedro Apóstol, revestido pontifical y sentado, para el retablo mayor de la iglesia de Buja; San Francisco y el Señor dentro del sepulcro que llevaban los frailes mínimos de Palma en sus procesiones; San Pedro Nolasco para el altar mayor de la iglesia de la Merced; San Cristóbal en el retablo principal de la parroquia de Biniali; El beato Gaspar Bono y El beato Nicolás de Longobardi en sus respectivas capillas de la iglesia de los Mínimos de Santa María del Camino; Nuestra Señora del Rosario y La beata Catalina Tomás en la iglesia parroquial de la misma villa; el retablo mayor de la ermita de San Honorato en el monte de Randa; el del sagrario que estaba a espaldas del altar mayor de la demolida iglesia de Dominicos de Palma y el de la beata Mariana en el de la Merced; la estatua de San Jorge en la iglesia de Manacor, y las de San Pedro, Nuestra Señora del Rosario y La Concepción, existentes en su natal Sancellas.
Falleció en el hospital general de Palma el 13 de septiembre de 1826, sin descendencia.